# Webber Island
Webber Island ist eine Insel vor der Saunders-Küste des westantarktischen Marie-Byrd-Lands. Sie ist die große zentrale Insel in der von Eis überdeckten Gruppe der White Islands am Kopfende der Sulzberger Bay.
Der United States Geological Survey kartierte sie anhand eigener Vermessungen und Luftaufnahmen der United States Navy aus den Jahren von 1959 bis 1965. Das Advisory Committee on Antarctic Names benannte sie 1970 nach James Webber, Ionosphärenphysiker des United States Antarctic Program auf der Byrd-Station von 1968 bis 1969.